# Campionato nordamericano maschile under 20 di calcio 2018
Il Campionato nordamericano di calcio Under-20 2018 (in inglese 2018 CONCACAF Under-20 Championship, in spagnolo Campeonato Sub-20 CONCACAF 2018) è stata la 27ª edizione del torneo organizzato dalla Confederation of North, Central America and Caribbean Association Football (CONCACAF).
Si è giocato negli Stati Uniti d'America dal 1° al 21 novembre 2018 ed è stato vinto dal Stati Uniti per la seconda volta consecutiva. Il torneo ha anche determinato le 4 squadre della CONCACAF che parteciperanno al Campionato mondiale di calcio Under-20 2019: Stati Uniti, Messico, Honduras e Panama.

## Squadre qualificate
| Regione                | Qualificate |
| ---------------------- | --- |
| Caraibi (CFU)          | Antigua e Barbuda Aruba Barbados Bermuda Isole Cayman Cuba Curaçao Dominica Rep. Dominicana Grenada Guadalupa Guyana Haiti Giamaica Martinica Porto Rico Saint Kitts e Nevis Saint Lucia Saint-Martin Saint Vincent e Grenadine Sint Maarten Suriname Trinidad e Tobago Isole Vergini Americane |
| Centro America (UNCAF) | Belize Costa Rica El Salvador Guatemala Honduras Nicaragua Panama |
| Nord America (NAFU)    | Canada Messico Stati Uniti |

## Fase a gironi
Le 34 squadre sono state sorteggiate in sei gruppi: quattro da 6 squadre e due da 5. Le prime di ciascun girone avanzeranno alla fase finale dove saranno divise in altri due gironi da 3 squadre (le prime del girone A, C ed E in un gruppo e le prime dei gironi B, D e F in un altro). Le prime due squadre di ciascun gruppo si qualificheranno al Campionato mondiale di calcio Under-20 2019, mentre le prime si sfideranno per decretare la vincitrice del torneo.

### Gruppo A
| Pos. | Squadra                   | Pt | G | V | N | P | GF | GS | DR  |
| ---- | ------------------------- | -- | - | - | - | - | -- | -- | --- |
| 1.   | Stati Uniti               | 15 | 5 | 5 | 0 | 0 | 39 | 2  | +37 |
| 2.   | Suriname                  | 9  | 5 | 3 | 0 | 2 | 18 | 12 | +6  |
| 3.   | Porto Rico                | 9  | 5 | 3 | 0 | 2 | 16 | 15 | +1  |
| 4.   | Trinidad e Tobago         | 9  | 5 | 3 | 0 | 2 | 12 | 11 | +1  |
| 5.   | Saint Vincent e Grenadine | 3  | 5 | 1 | 0 | 4 | 8  | 15 | -7  |
| 6.   | Isole Vergini Americane   | 0  | 5 | 0 | 0 | 5 | 2  | 40 | -38 |

| Squadra 1                 | Risultato   | Squadra 2                 |
| 1ª giornata               | 1ª giornata | 1ª giornata               |
| ------------------------- | ----------- | ------------------------- |
| Trinidad e Tobago         | 3 - 2       | Saint Vincent e Grenadine |
| Suriname                  | 13 - 2      | Isole Vergini Americane   |
| Stati Uniti               | 7 - 1       | Porto Rico                |
| 2ª giornata               |             |                           |
| Porto Rico                | 1 - 5       | Trinidad e Tobago         |
| Saint Vincent e Grenadine | 1 - 2       | Suriname                  |
| Isole Vergini Americane   | 0 - 13      | Stati Uniti               |
| 3ª giornata               |             |                           |
| Saint Vincent e Grenadine | 3 - 0       | Isole Vergini Americane   |
| Suriname                  | 1 - 2       | Porto Rico                |
| Stati Uniti               | 6 - 1       | Trinidad e Tobago         |
| 4ª giornata               |             |                           |
| Porto Rico                | 8 - 0       | Isole Vergini Americane   |
| Trinidad e Tobago         | 0 - 2       | Suriname                  |
| Saint Vincent e Grenadine | 0 - 6       | Stati Uniti               |
| 5ª giornata               |             |                           |
| Porto Rico                | 4 - 2       | Saint Vincent e Grenadine |
| Isole Vergini Americane   | 0 - 3       | Trinidad e Tobago         |
| Stati Uniti               | 7 - 0       | Suriname                  |

### Gruppo B
| Pos. | Squadra      | Pt | G | V | N | P | GF | GS | DR  |
| ---- | ------------ | -- | - | - | - | - | -- | -- | --- |
| 1.   | Messico      | 13 | 5 | 4 | 1 | 0 | 31 | 2  | +29 |
| 2.   | Giamaica     | 13 | 5 | 4 | 1 | 0 | 24 | 3  | +21 |
| 3.   | Grenada      | 6  | 5 | 2 | 0 | 3 | 7  | 14 | -7  |
| 4.   | Nicaragua    | 6  | 5 | 2 | 0 | 3 | 4  | 13 | -9  |
| 5.   | Aruba        | 4  | 5 | 1 | 1 | 3 | 6  | 20 | -14 |
| 6.   | Saint-Martin | 1  | 5 | 0 | 1 | 4 | 3  | 23 | -20 |

| Squadra 1    | Risultato   | Squadra 2    |
| 1ª giornata  | 1ª giornata | 1ª giornata  |
| ------------ | ----------- | ------------ |
| Messico      | 7 - 0       | Nicaragua    |
| Giamaica     | 1 - 0       | Grenada      |
| Aruba        | 1 - 1       | Saint-Martin |
| 2ª giornata  |             |              |
| Grenada      | 0 - 3       | Aruba        |
| Nicaragua    | 0 - 3       | Giamaica     |
| Saint-Martin | 0 - 4       | Messico      |
| 3ª giornata  |             |              |
| Grenada      | 5 - 2       | Saint-Martin |
| Aruba        | 1 - 2       | Nicaragua    |
| Messico      | 2 - 2       | Giamaica     |
| 4ª giornata  |             |              |
| Nicaragua    | 2 - 0       | Saint-Martin |
| Giamaica     | 7 - 1       | Aruba        |
| Grenada      | 0 - 8       | Messico      |
| 5ª giornata  |             |              |
| Nicaragua    | 0 - 2       | Grenada      |
| Saint-Martin | 0 - 11      | Giamaica     |
| Messico      | 10 - 0      | Aruba        |

### Gruppo C
| Pos. | Squadra           | Pt | G | V | N | P | GF | GS | DR  |
| ---- | ----------------- | -- | - | - | - | - | -- | -- | --- |
| 1.   | Honduras          | 15 | 5 | 5 | 0 | 0 | 30 | 5  | +25 |
| 2.   | Cuba              | 12 | 5 | 4 | 0 | 1 | 19 | 5  | +14 |
| 3.   | Rep. Dominicana   | 9  | 5 | 3 | 0 | 2 | 23 | 10 | +13 |
| 4.   | Antigua e Barbuda | 6  | 5 | 2 | 0 | 3 | 10 | 11 | -1  |
| 5.   | Belize            | 3  | 5 | 1 | 0 | 4 | 5  | 19 | -14 |
| 6.   | Sint Maarten      | 0  | 5 | 0 | 0 | 5 | 4  | 41 | -37 |

| Squadra 1         | Risultato   | Squadra 2         |
| 1ª giornata       | 1ª giornata | 1ª giornata       |
| ----------------- | ----------- | ----------------- |
| Cuba              | 6 - 1       | Belize            |
| Antigua e Barbuda | 6 - 1       | Sint Maarten      |
| Honduras          | 7 - 1       | Rep. Dominicana   |
| 2ª giornata       |             |                   |
| Rep. Dominicana   | 1 - 2       | Cuba              |
| Belize            | 0 - 1       | Antigua e Barbuda |
| Sint Maarten      | 0 - 12      | Honduras          |
| 3ª giornata       |             |                   |
| Belize            | 4 - 2       | Sint Maarten      |
| Antigua e Barbuda | 0 - 3       | Rep. Dominicana   |
| Honduras          | 3 - 1       | Cuba              |
| 4ª giornata       |             |                   |
| Rep. Dominicana   | 12 - 1      | Sint Maarten      |
| Belize            | 0 - 4       | Honduras          |
| Cuba              | 3 - 0       | Antigua e Barbuda |
| 5ª giornata       |             |                   |
| Rep. Dominicana   | 6 - 0       | Belize            |
| Sint Maarten      | 0 - 7       | Cuba              |
| Honduras          | 4 - 3       | Antigua e Barbuda |

### Gruppo D
| Pos. | Squadra             | Pt | G | V | N | P | GF | GS | DR  |
| ---- | ------------------- | -- | - | - | - | - | -- | -- | --- |
| 1.   | Panama              | 15 | 5 | 5 | 0 | 0 | 17 | 3  | +14 |
| 2.   | Canada              | 9  | 5 | 3 | 0 | 2 | 10 | 6  | +4  |
| 3.   | Guadalupa           | 9  | 5 | 3 | 0 | 2 | 9  | 8  | +1  |
| 4.   | Dominica            | 6  | 5 | 2 | 0 | 3 | 5  | 14 | -9  |
| 5.   | Saint Kitts e Nevis | 3  | 5 | 1 | 0 | 4 | 7  | 10 | -3  |
| 6.   | Martinica           | 3  | 5 | 1 | 0 | 5 | 4  | 11 | -7  |

| Squadra 1           | Risultato   | Squadra 2           |
| 1ª giornata         | 1ª giornata | 1ª giornata         |
| ------------------- | ----------- | ------------------- |
| Saint Kitts e Nevis | 0 - 1       | Martinica           |
| Panama              | 4 - 0       | Guadalupa           |
| Canada              | 4 - 0       | Dominica            |
| 2ª giornata         |             |                     |
| Guadalupa           | 1 - 2       | Canada              |
| Dominica            | 3 - 2       | Saint Kitts e Nevis |
| Martinica           | 1 - 5       | Panama              |
| 3ª giornata         |             |                     |
| Dominica            | 2 - 1       | Martinica           |
| Saint Kitts e Nevis | 2 - 3       | Guadalupa           |
| Panama              | 2 - 1       | Canada              |
| 4ª giornata         |             |                     |
| Guadalupa           | 2 - 0       | Martinica           |
| Canada              | 1 - 2       | Saint Kitts e Nevis |
| Dominica            | 0 - 4       | Panama              |
| 5ª giornata         |             |                     |
| Guadalupa           | 3 - 0       | Dominica            |
| Martinica           | 1 - 2       | Canada              |
| Panama              | 2 - 1       | Saint Kitts e Nevis |

### Gruppo E
| Pos. | Squadra     | Pt | G | V | N | P | GF | GS | DR  |
| ---- | ----------- | -- | - | - | - | - | -- | -- | --- |
| 1.   | Costa Rica  | 12 | 4 | 4 | 0 | 0 | 14 | 0  | +14 |
| 2.   | Haiti       | 9  | 4 | 3 | 0 | 1 | 9  | 1  | +8  |
| 3.   | Saint Lucia | 6  | 4 | 2 | 0 | 2 | 3  | 8  | -5  |
| 4.   | Barbados    | 1  | 4 | 0 | 1 | 3 | 1  | 8  | -7  |
| 5.   | Bermuda     | 1  | 4 | 0 | 1 | 3 | 0  | 10 | -10 |

| Squadra 1   | Risultato   | Squadra 2   |
| 1ª giornata | 1ª giornata | 1ª giornata |
| ----------- | ----------- | ----------- |
| Haiti       | 1 - 0       | Saint Lucia |
| Costa Rica  | 5 - 0       | Bermuda     |
| 2ª giornata |             |             |
| Bermuda     | 0 - 4       | Haiti       |
| Barbados    | 0 - 2       | Costa Rica  |
| 3ª giornata |             |             |
| Saint Lucia | 2 - 1       | Barbados    |
| Costa Rica  | 1 - 0       | Haiti       |
| 4ª giornata |             |             |
| Saint Lucia | 1 - 0       | Bermuda     |
| Haiti       | 4 - 0       | Barbados    |
| 5ª giornata |             |             |
| Barbados    | 0 - 0       | Bermuda     |
| Saint Lucia | 0 - 6       | Costa Rica  |

### Gruppo F
| Pos. | Squadra      | Pt | G | V | N | P | GF | GS | DR |
| ---- | ------------ | -- | - | - | - | - | -- | -- | -- |
| 1.   | El Salvador  | 9  | 4 | 3 | 0 | 1 | 7  | 5  | +2 |
| 2.   | Guatemala    | 7  | 4 | 2 | 1 | 1 | 10 | 5  | +5 |
| 3.   | Curaçao      | 6  | 4 | 2 | 0 | 2 | 10 | 10 | 0  |
| 4.   | Isole Cayman | 4  | 4 | 1 | 1 | 2 | 8  | 11 | -3 |
| 5.   | Guyana       | 3  | 4 | 1 | 0 | 3 | 7  | 11 | -4 |

| Squadra 1    | Risultato   | Squadra 2    |
| 1ª giornata  | 1ª giornata | 1ª giornata  |
| ------------ | ----------- | ------------ |
| Guatemala    | 4 - 0       | Guyana       |
| El Salvador  | 2 - 1       | Curaçao      |
| 2ª giornata  |             |              |
| Curaçao      | 1 - 3       | Guatemala    |
| Isole Cayman | 1 - 3       | El Salvador  |
| 3ª giornata  |             |              |
| Guyana       | 2 - 3       | Isole Cayman |
| El Salvador  | 2 - 1       | Guatemala    |
| 4ª giornata  |             |              |
| Guyana       | 3 - 4       | Curaçao      |
| Guatemala    | 2 - 2       | Isole Cayman |
| 5ª giornata  |             |              |
| Isole Cayman | 2 - 4       | Curaçao      |
| Guyana       | 2 - 0       | El Salvador  |

## Fase finale

### Play-off qualificazione
Le prime due squadre di ciascun gruppo si qualificheranno al Campionato mondiale di calcio Under-20 2019, mentre le prime si sfideranno per decretare la vincitrice del torneo.

#### Gruppo G
| Pos. | Squadra     | Pt | G | V | N | P | GF | GS | DR |
| ---- | ----------- | -- | - | - | - | - | -- | -- | -- |
| 1.   | Stati Uniti | 6  | 2 | 2 | 0 | 0 | 5  | 0  | +5 |
| 2.   | Honduras    | 1  | 2 | 0 | 1 | 1 | 1  | 2  | -1 |
| 3.   | Costa Rica  | 1  | 2 | 0 | 1 | 1 | 1  | 5  | -4 |

| Arbitro: | Ismael Cornejo Meléndez |

|                 |           |           |
| Villafranca 20’ | Marcatori | 47’ Gómez |

| Arbitro: | Oshane Nation |

|                                              |           |  |
| Méndez 15’ Llanez 19’ Torres 49’ Akinola 76’ | Marcatori |  |

| Arbitro: | Fernando Hernández Gómez |

|  |           |             |
|  | Marcatori | 76’ Akinola |

#### Gruppo H
| Pos. | Squadra     | Pt | G | V | N | P | GF | GS | DR |
| ---- | ----------- | -- | - | - | - | - | -- | -- | -- |
| 1.   | Messico     | 4  | 2 | 1 | 1 | 0 | 3  | 2  | +1 |
| 2.   | Panama      | 4  | 2 | 1 | 1 | 0 | 3  | 2  | +1 |
| 3.   | El Salvador | 0  | 2 | 0 | 0 | 2 | 0  | 2  | -2 |

| Arbitro: | Hector Martínez |

|              |           |  |
| McKenzie 74’ | Marcatori |  |

| Arbitro: | Juan Calderón Pérez |

|              |           |  |
| D. López 11’ | Marcatori |  |

| Arbitro: | Ismail Elfath |

|                   |           |                                   |
| Walker 34’, 45+1’ | Marcatori | 53’ (rig.) D. López 61’ Hernández |

### Finale
| Arbitro: | Iván Barton Cisneros |

|                 |           |  |
| Méndez 17’, 50’ | Marcatori |  |

## Campione
STATI UNITI(2º titolo)

## Premi
I seguenti premi sono stati assegnati alla fine del torneo.
| Miglior giocatore    |
| -------------------- |
| Alexis Méndez        |
| Scarpa d'oro         |
| José Macías (10 gol) |
| Guanto d'oro         |
| Brady Scott          |
| Fair Play Award      |
| Messico              |

| Best XI | Best XI            |
| ------- | ------------------ |
| P       | Brady Scott        |
| D       | Sergino Dest       |
| D       | Chris Gloster      |
| D       | Mark McKenzie      |
| D       | Gilberto Sepúlveda |
| CC      | Brandon Servania   |
| CC      | Alexis Méndez      |
| CC      | Diego Lainez       |
| A       | Ayo Akinola        |
| A       | Ulysses Llanez     |
| A       | José Macías        |

## Classifica marcatori
| Gol |  |  | Giocatore         | Squadra           |
| --- |  |  | ----------------- | ----------------- |
| 10  |  |  | José Macías       | Messico           |
| 8   |  |  | Alexis Méndez     | Stati Uniti       |
| 7   |  |  | Josué Villafranca | Honduras          |
| 7   |  |  | Daniel López      | Messico           |
| 6   |  |  | Erick Japa        | Rep. Dominicana   |
| 5   |  |  | Geobel Pérez      | Cuba              |
| 4   |  |  | Zayn Hakeem       | Antigua e Barbuda |
| 4   |  |  | Jamie Parillon    | Dominica          |
| 4   |  |  | Gerard Lavergne   | Rep. Dominicana   |
| 4   |  |  | Cristian Cálix    | Honduras          |
| 4   |  |  | Carlos Mejía      | Honduras          |